# Pelargonium ochroleucum
Pelargonium ochroleucum är en näveväxtart som beskrevs av William Henry Harvey. Pelargonium ochroleucum ingår i släktet pelargoner, och familjen näveväxter. Inga underarter finns listade i Catalogue of Life.